# Luis de Quintanar

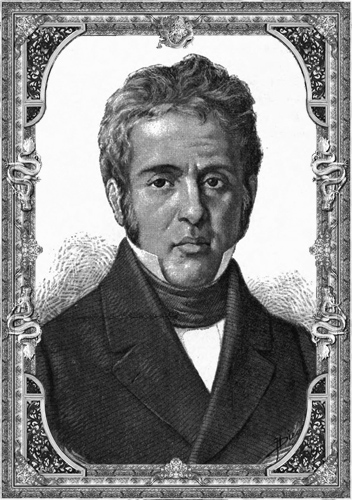
Luis de Quintanar.

José Luis de Quintanar Soto y Ruiz född 22 december 1772 i San Juan del Río Querétaro, död 16 november 1837 i Mexico City, var en mexikansk politiker och militär. Samregent med president Pedro Vélez.